# Ницинское (Слободо-Туринский район)
Ницинское — село в Слободо-Туринском районе Свердловской области России, входит в состав муниципального образования «Ницинское сельское поселение». 

## Географическое положение
Село Ницинское муниципального образования «Слободо-Туринского района» Свердловской области расположена в 16 километрах (по автотрассе в 25 километрах) к юго-западу от села Туринская Слобода, на левом берегу реки Ница. В селе находится озеро Ницинское. В окрестностях села, в 1 километре на левом берегу реки Ница расположен ландшафтный природный памятник — болото Дикое-Ремник,  и ботанический и гидрологический природный памятник — болото Тимкинский Рям. В окрестностях села также расположен археологический могильник Подчеган.

## История деревни
До 1917 года в селе работал Ницинский Винокуренный завод, который принадлежал заводчику Н.А. Виноградову, а когда в 1919 году был создан совхоз «Ницинский», то в нём счетоводом работал бывший хозяин.
В настоящее время деревня входит в состав муниципального образования «Ницинское сельское поселение».

## Максимовская церковь
На средства купца М.Г. Виноградова была построена каменная, однопрестольная церковь, которая была освящена в честь преподобного Максима Исповедника 20 января 1879 года. Церковь была закрыта в 1930-е годы.

## Михаило-Архангельская кладбищенская церковь
В 1901 году была построена однопрестольная кладбищенская церковь, которая была освящена в честь архангела Михаила. Церковь была закрыта в 1930-е годы.

## Население
| 2002 | 2010 | 2021 |
| ---- | ---- | ---- |
| 956  | ↘794 | ↘580 |